# Microcladia
Microcladia is een geslacht van vlinders van de familie Megalopygidae.

## Soorten
- M. pusilla Hopp, 1927
- M. pygmaea Hopp, 1927